# Головне місто (Гданськ)
54°20′56″ пн. ш. 18°39′10″ сх. д. / 54.34886389° пн. ш. 18.65288333° сх. д.

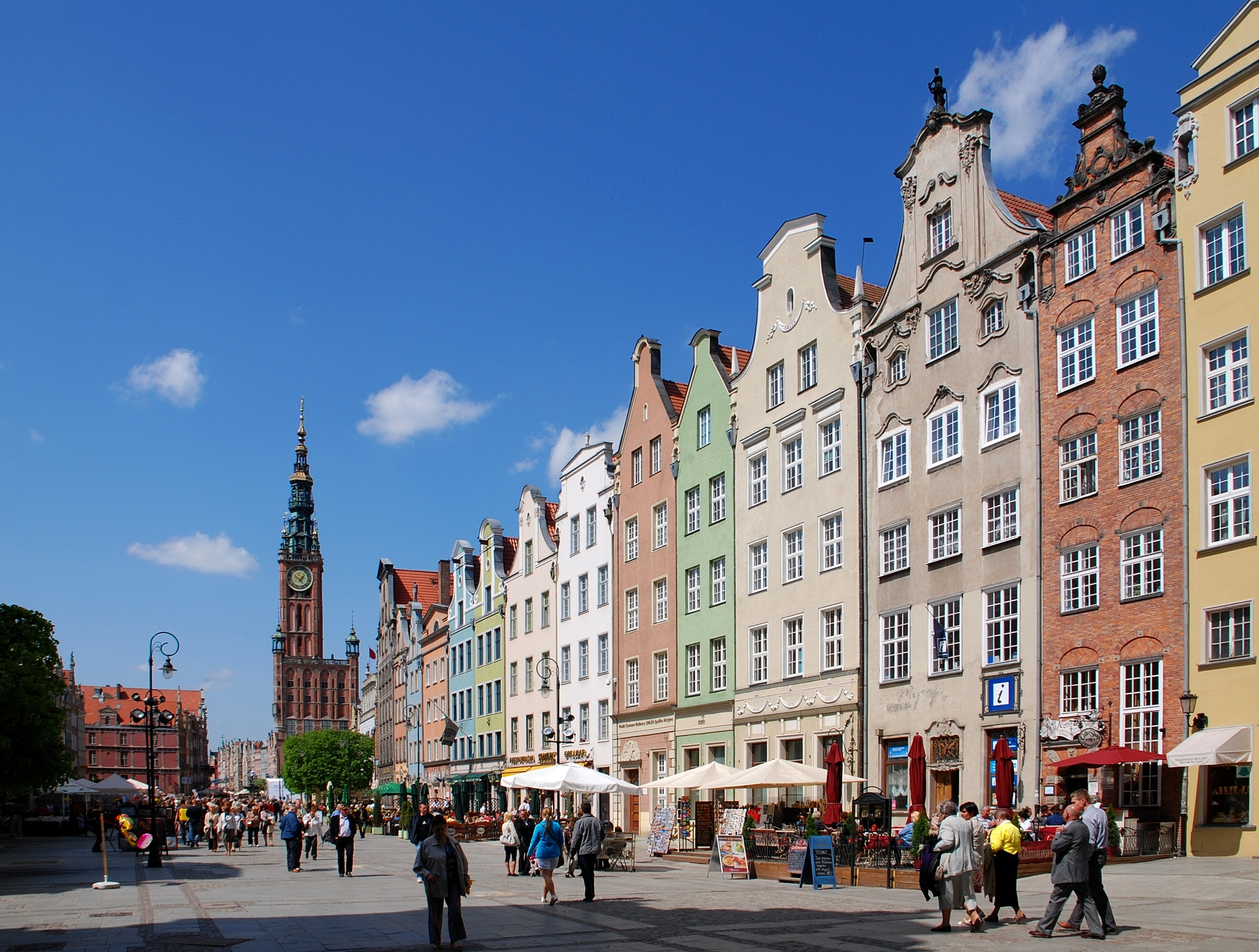
Довгий ринок

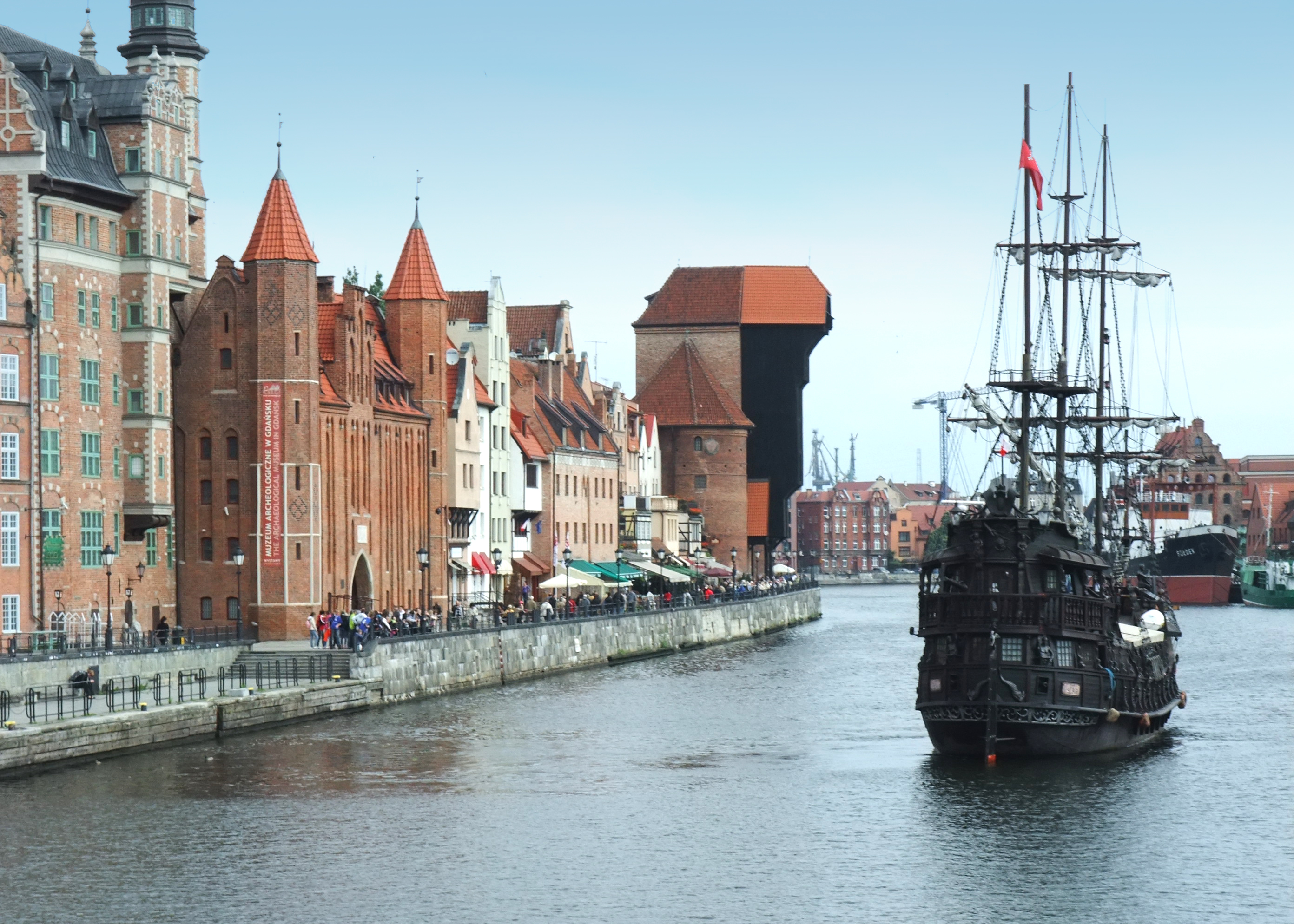
Довга набережна і журавель

Головне місто або Праве місто (нім. Рехтштадт) — представницька частина Гданського району Середмістя, що утворює компактний історичний комплекс. Тут розташовано більшість пам'яток міста; Базиліка Успіння Пресвятої Богородиці, Золоті ворота, Головна ратуша та історична вісь Королівського шляху, Длугий Тарг.
Пам'ятки, зосереджені на головному місті, роблять його туристичним центром Гданська. Тому назву цієї місцевості часто плутають зі Старим містом, розташованим на північ від Головного міста, чия історична міська структура не була відтворена після Другої світової війни.
Головне місто отримало міську грамоту в 1343 році, а в 1378 році йому знову були надані міські привілеї, а в 1457 році воно було деградоване.

## Історичні пам'ятки
Гданськ розташований на Європейському шляху цегляної готики.
- Головна ратуша
- Двір Артуса — колишнє місце зустрічі купців і патриціїв, має багато прикрашені інтер'єри.
- Фонтан Нептуна — фонтан 17 століття зі статуєю римського бога морів Нептуна, розташований на Довгому ринку під Головною ратушею.
- Велика збройова палата — муніципальний арсенал у стилі голландського маньєризму з 1605 року.

### Релігійні споруди
- Собор Святої Марії — найбільший мурований храм у світі.
- Церква св. Миколая — готичний костел 12 століття.
- Королівська каплиця — каплиця в стилі бароко з 1681 року.

### Міські ворота
- Золоті ворота — ворота в стилі голландського маньєризму з 1612 року.
- Зелені ворота — водяні ворота в стилі голландського маньєризму 1568 року, замикають Довгий ринок і Королівську дорогу.
- Журавель — характерний портовий кран 1444 року з водяними воротами, що виходять на річку.

### Будинки
- Золотий дім — кам'яниця в з позолоченими статуями та рельєфами.
- Англійський дім — ренесансний будинок 1570 року. Фасад багато оздоблений, будівля увінчана чотирма фронтонами та башточкою з куполом і шпилем.
- Будинок Уфагена — міщанський будинок Яна Уфагена, 18 століття.
- Будинок Природничого Товариства — будівля в стилі голландського маньєризму. Нині в будівлі розташований Археологічний музей.
- Будинок Шлютера — кам'яниця раннього бароко 1640 року. Має багато оздоблений фасад із античними мотивами.